# Laylow
Laylow, pseudonimo di Jérémy Larroux (Tolosa, 12 marzo 1993), è un rapper e cantante francese.
Ha pubblicato cinque EP e due album in studio. La sua musica è caratterizzata dalla sua dimensione futuristica.

## Biografia

### Infanzia
Jérémy Larroux nasce nel 1993 a Tolosa. Vive nella città francese fino all'età di nove anni, per poi partire a vivere per due anni in Tunisia con suo padre prima di raggiungere la madre ad Abidjan, in Costa d'Avorio.
Trascorre il suo tempo nella città di Mirande, nel Gers, dove conosce il suo futuro manager. Alla fine si stabilisce nella periferia esterna di Tolosa, a Plaisance-du-Touch. È a questa età che inizia a rappare grazie a suo fratello maggiore che lo introduce a quest'arte .

### Carriera

#### Inizi
Inizia la sua carriera con l'artista di Tolosa Sir'Klo per formare il duo Laylow x Sir'Klo. Dopo una prima canzone intitolata Attrape nous si tu can featuring Wit, nel 2012 hanno pubblicato il loro primo progetto comune, Roulette Russe. Influenzati dal rap americano e soprattutto dal rap della West Coast, questo progetto permette loro di farsi conoscere poco a poco nell’ambiente rap francese. Firmano con la Barclay, e rilasciano nello stesso anno un nuovo progetto gratuito.
Laylow si unisce al rapper Wit. per un EP congiunto, Digital Night, pubblicato a novembre 2015. Un EP di 8 tracce che segna l'inizio di una lunga serie di featuring tra i due rapper. L'EP è accompagnato da 8 video musicali diretti da Osman Mercan e Laylow sotto lo pseudonimo di TBMA (iniziali di Travis Bickle Mr Anderson, rispettivamente personaggi dei film Taxi Driver e Matrix). Con questo stesso collettivo, ha girato nel 2015, in particolare, il clip di Martin Eden, di Nekfeu.

#### Primi EP da solista
Inizia la sua carriera da solista in modo più concreto con Mercy, un EP di dieci tracce pubblicato nel dicembre 2016 in cui invita vari artisti come featuring.
Il suo secondo progetto viene pubblicato il 5 giugno 2017, Digitalova, contenente anch’esso dieci brani e nuove collaborazioni di artisti.
Il suo terzo progetto da solista di dieci tracce, .RAW viene rilasciato il 19 giugno 2018. Questo EP è seguito molto rapidamente da un secondo progetto intitolato RAW-Z che verrà promosso solo tre giorni prima della sua uscita grazie alla clip dal titolo Maladresse. Grazie ad un successo piuttosto importante per un EP, Laylow prosegue in un tour nazionale intitolato Z-Tour.

#### Trinity
Dopo quattro brevi progetti, Laylow cambia formato pubblicando il suo album di debutto Trinity, pubblicato il 28 febbraio 2020. Tre tracce sono  pre-pubblicate prima dell'uscita dell'album: Megatron, TrinityVille e Poizon. L'album è composto da 22 titoli e Laylow è accompagnato da cinque artisti per diversi featuring. Trinity è un concept album che racconta una storia ispirata a Matrix, un film che lo ha influenzato sia per la sua dimensione filosofica che estetica. Le sue altre influenze visive includono film futuristici come Her o Blade Runner. Trinity è stato un successo commerciale per un album di debutto. L'album raggiunge le 50.000 vendite il 6 novembre 2020 e permette quindi a Laylow di ottenere il suo primo disco d'oro.

#### L’Étrange Histoire de Mr. Anderson
Dopo il successo del suo primo album, Laylow torna il 4 giugno 2021 con un cortometraggio intitolato L’Étrange Histoire de Mr. Anderson. Questo cortometraggio viene seguito dall’uscita, il 16 luglio 2021, del suo secondo album omonimo. L'album contiene 20 titoli e 7 artisti accompagnano Laylow in questo progetto, tra i quali: Damso, Nekfeu e slowthai. L’Étrange Histoire de Mr. Anderson è uscito il 16 luglio e ha superato Trinity, guadagnandosi l'oro in tre settimane.
Come Trinity, L’Étrange Histoire de Mr. Anderson è un concept album in cui Laylow mette in scena il suo confronto tra Jey (soprannome tratto dal suo vero nome) e il suo alter-ego, Mr. Anderson. La musica è caratterizzata da un forte uso di sintetizzatori digitali.
Il 13 marzo 2022, alla sua seconda data sold out all'Accor Arena, Laylow annuncia la fine dell'era de L’Étrange Histoire de Mr. Anderson e viene raggiunto sul palco da Damso e Nekfeu.
Laylow annuncia, durante un suo concerto il 16 settembre 2022 in Belgio, che stava preparando un nuovo album.

## Influenze
Laylow è influenzato da artisti americani come Ja Rule o G-Unit, il cui lato bling bling lo impressiona fin dall'infanzia, poi, più tardi, Kanye West, Travis Scott e Yung Lean, il rap francese è arrivato poco dopo. I suoi videoclip sono arricchiti dai video trasmessi su MTV negli anni 2000, dei quali apprezza i grandangoli e le luci forti. D'altro canto, gli interludi che caratterizzano i suoi ultimi album sono ispirati a quelli dei rapper che ascoltava da più giovane, come Dr. Dre e i Wu-Tang Clan.

## Discografia

### Album in studio
- 2020 – Trinity
- 2021 – L'étrange histoire de Mr. Anderson

### EP
- 2015 – Digital Night
- 2016 – Mercy
- 2016 – Digitalova
- 2018 – .Raw
- 2018 – -Raw-Z